# SkyDNS
SkyDNS — российский сервис серверов DNS с фильтрацией. У сервиса есть как бесплатный функционал, так и коммерческие решения для физических лиц, малого и среднего бизнеса, органов власти, образовательных учреждений и операторов связи.
Сервис позволяет самостоятельно выбирать целые категории сайтов для блокировки, задавать расписание работы во всемирной сети, получать детальную статистику об интернет-активности пользователей, а также предотвращать переходы на заражённые вирусами ресурсы. Такая фильтрация работает на всех устройствах и всех операционных системах.

## Принцип работы
Сервис SkyDNS — это облачная сеть DNS-серверов и поиска. Все серверы DNS доступны по единственному адресу IP 193.58.251.251, который настраивается на пользовательских устройствах либо на маршрутизаторе локальной сети вместо сервера DNS провайдера. После этого все DNS-запросы из сети пользователя уходят на сервер SkyDNS, который проверяет запрашиваемый ресурс на принадлежность его запрещённой категории. Если доменное имя входит в список запрещённых для этого клиента, сервер возвращает адрес IP страницы блокировки вместо адреса сайта. Клиенты с динамическим или непубличным адресом авторизуются с помощью специальной программы для ОС Windows, а клиенты, имеющие постоянный адрес IP, могут указать в личном кабинете сервиса свой постоянный адрес IP. 
Работа сервиса обеспечивается распределенной сетью серверов в России и за рубежом. Для отказоустойчивости и единства работы они объединены протоколом BGP Anycast. Если один сервер будет не доступен, то запросы будут автоматически направлены на другой ближайший к пользователю DNS сервер облака.
В настоящее время[какое?] сервера фильтрации SkyDNS ежесуточно обслуживают около 1 миллиарда запросов и блокируют 100 млн обращений к опасным ресурсам.
Сервис не поддерживает DNSSEC.

## Функциональные возможности
SkyDNS предлагает решения для бизнеса, органов власти, образовательных учреждений, операторов связи, а также физических лиц. У каждого сервиса есть свои особенности. Но их объединяет ряд одинаковых функций:
- Управление доступом в интернет по собственной базе интернет-ресурсов. База содержит более 107 млн. сайтов, каждый из которых отнесён к одной из 60-ти категорий. Любую из них можно заблокировать: социальные сети, сайты для взрослых, торрент-трекеры и так далее.
- Работа по «чёрному» и «белому» спискам.  Сервис позволяет создавать собственные списки сайтов, доступ к которым будет всегда разрешен или запрещен. «Черный» список помогает блокировать конкретные сайты, «белый» — открывать только заданные ресурсы.
- Сбор детальной статистики.  Контент-фильтр собирает детальную статистику об интернет-активности пользователей сети. Его не удастся обмануть при помощи очистки истории браузера или работы в режиме «инкогнито».
- Настройка расписания работы во всемирной сети.  Сервис позволяет задавать разные правила фильтрации сайтов по времени суток. При необходимости помогает ограничивать работу самого интернета.
- Поддержка нескольких профилей фильтрации.  Сервис позволяет создавать несколько профилей фильтрации на одном компьютере для разных пользователей: родители и дети, преподаватели и ученики, сотрудники различных отделов.
- Централизованное управление.  Фильтр централизованно управляется через web-интерфейс или через специальную программу SkyDNS Агент.
- Безопасный поиск.  Специальный сервис, позволяющий выполнить принудительное перенаправление со всех поисковых систем на встроенный безопасный поиск SkyDNS.
- Блокировка интернет-рекламы.  SkyDNS блокирует большинство видов онлайн-рекламы: баннеры, видео- и аудио-рекламу, а также «всплывающие окна».
- Настройка страницы блокировки.  Предусмотрено 5 вариантов оформления, включая стилизацию под неработающий сайт.
- Защита от интернет-угроз.  Автоматическая система выявления вредоносных ресурсов SkyDNS защищает сеть от многочисленных интернет-угроз: вирусных и фишинговых сайтов, ботнетов и криптомайнинговых атак.
- Защита паролем.  Доступ к настройкам и выключению фильтрации защищён паролем учетной записи, поэтому никто кроме администратора не сможет выключить сервис.

## Решения для образовательных учреждений
SkyDNS предлагает два сервиса для защиты учащихся от запрещенного контента: SkyDNS.Школа и SkyDNS.Школа Z. Решения предназначены для школ, колледжей, техникумов, ВУЗов, спортивных комплексов, секций, сетей библиотек, организаций дополнительного образования, детских оздоровительных лагерей и воспитательных колоний.
SkyDNS.Школа и SkyDNS.Школа Z соответствуют требованиям федеральных законов 139-ФЗ, 436-ФЗ, 114-ФЗ, а также «Методическим рекомендациям Министерства образования и науки по блокировке запрещённых ресурсов в образовательных учреждениях». А так как системы контентной фильтрации не работают с персональными данными, ФСТЭК и Министерство образования и науки РФ не требуют их сертификации.
Сервисы содержат специальный «белый» список сайтов. Он состоит из 81 000 вручную проверенных образовательных интернет-ресурсов. Они всегда доступны для посещения, вне зависимости от того, в каком режиме работает фильтр.
Решения помогают соблюдать требования законодательства по ограничению доступа к ресурсам, несовместимым с образовательными целями и защите детей от запрещённого контента. Это позволяет учреждениям проходить проверки прокуратуры и Рособрнадзора без нареканий, штрафов и вызовов в суд.
Между собой сервисы отличаются комплектом поставки и числом защищаемых устройств:
- SkyDNS.Школа. Предназначен для заведений с парком от 5 компьютеров до 200 и более устройств.
- Комплект SkyDNS.Школа Z. Включает в себя фильтр с интернет-центром Keenetic Lite и специальным тарифом. Подойдёт заведениям с парком до 50-60 компьютеров.

## Решения для бизнеса и органов власти
SkyDNS предлагает три сервиса для управления, защиты и мониторинга корпоративных сетей: SkyDNS.Бизнес Z, SkyDNS.Бизнес и SkyDNS.Бизнес+. Решения предназначены для малого и среднего бизнеса, а также для органов государственной и муниципальной власти.
Сервисы помогают бизнесменам и руководителям ведомств пресекать нецелевую интернет-активность сотрудников и защищать корпоративные данные от многочисленных интернет-угроз.
Кроме того, SkyDNS.Бизнес Z, SkyDNS.Бизнес и SkyDNS.Бизнес+ позволяют:
- Защищать устройств за пределами корпоративной сети. Программа SkyDNS Агент даёт возможность контролировать сотрудников, которые используют рабочие девайсы дома или в командировке.
- Осуществлять фильтрацию за NAT. Сервис позволяет привязывать разные профили фильтрации к различным устройствам, находящимся в сетях с трансляцией сетевых адресов.
- Поддерживать ресурсы Active Directory. Специальная версия программы SkyDNS Агент позволяет фильтровать интернет сайты и легко получать доступ к локальным ресурсам в домене Microsoft Active Directory.

Между собой решения отличаются комплектом поставки и числом защищаемых устройств:
- SkyDNS.Бизнес. Разработан для компаний с любым количеством компьютеров или других устройств.
- SkyDNS.Бизнес+. Подойдёт компаниям с сетью удалённых филиалов, объединённых в единую систему за счёт облачных сервисов или Wi-Fi.
- Комплект SkyDNS.Бизнес Z. Включает в себя специальный тариф контент-фильтра SkyDNS и роутер Keenetic Lite с модулем контент-фильтрации. Подойдет организациям с парком до 50 компьютеров.

## Решения для защиты публичных точек Wi-Fi
SkyDNS предлагает два сервиса для фильтрации доступа к экстремистскому и недетскому контенту: SkyDNS.Wi-Fi и Wi-Fi+. Решения предназначены для владельцев точек публичного доступа Wi-Fi.
Между собой решения отличаются числом защищаемых хотспотов:
- SkyDNS.Wi-Fi. Подойдёт для фильтрации небольшого числа точек публичного доступа в кафе, магазинах, кинотеатрах, салонах, ресторанах и небольших офисах.
- Wi-Fi+. Предназначен для крупных Wi-Fi сетей и сетевых заведений. Подойдёт для организаций с более чем 20 хотспотами: гостиниц, домов отдыха, больниц, торговых центров, вокзалов, стадионов и общественного транспорта.

## Сервисы
SkyDNS предлагает решения контент-фильтрации для пользователей и предприятий, такие как анти-фишинговый фильтр, блокировку доменов по 60 категориям сайтов (разделенных на белые сайты, чёрные сайты, сайты для взрослых, пожиратели трафика, пожиратели времени и т. д.), поддержку индивидуальных белых и черных списков сайтов.
Кроме того SkyDNS предлагает собой альтернативу использования DNS сервера, предлагаемого провайдерами. Размещение серверов компании в крупных узловых точках магистральных каналов Интернет в России и использование большого кэша доменных имен приводит к тому, что SkyDNS, как правило, выполняет запросы гораздо быстрее, тем самым увеличивая скорость открытия страницы. Результаты DNS запросов некоторое время кэшируются в операционной системе и/или приложениях, так что эта скорость может быть заметна не при каждом запросе, а только при тех запросах, которые не кэшированы.
Для платформы Windows предоставляется приложение SkyDNS Agent. Приложение производит настройку сетевого подключения для работы со SkyDNS, предлагает полное управление настройками контент-фильтрации, позволяет задавать различные настройки фильтрации для различных пользователей компьютера.
Для образовательных учреждений и библиотек предлагается расширенная версия контент-фильтра, соответствующая требованиям российского законодательства по защите детей от вредной информации и противодействию экстремизму.
Для операторов связи компания предлагает набор продуктов для предоставления услуг контент-фильтрации абонентам и выполнения требований российского закона 149-ФЗ (реестр запрещённых сайтов):
- SkyDNS ISP Kit (не поддерживается)
- SkyDNS Zapret ISP
- SkyDNS Cloud ISP
- SkyDNS ISP Go (обновленное решение ISP Kit)

В 2012 году сервис представил свою систему безопасного поиска, производящего фильтрацию поисковых запросов и выдачи от информации вредной для детей, а именно порнографии, пропаганды наркотиков и суицидов, экстремизма, нецензурной лексики.
В 2013 году была произведена интеграция сервиса контент-фильтрации в интернет-центры Keenetic.